# 血の轍 (漫画)
『血の轍』（ちのわだち）は、押見修造による日本の漫画作品。『ビッグコミックスペリオール』（小学館）にて、2017年6号から2023年19号まで連載された。毒親を主題として、不安定な母子の関係が描かれているサイコサスペンス。
国内では『このマンガがすごい!2018』オトコ編で第9位に、「みんなが選ぶTSUTAYAコミック大賞2018」ネクストブレイク部門で第9位にそれぞれランクインを果たした。また国外では第50回アングレーム国際漫画祭で連続作品賞を受賞した。2024年12月時点で累計部数は280万部を突破している。

## あらすじ
主人公の長部静一は、特に取り柄もないごく普通の中学2年生。母親の静子とは、一見すると何の変哲もない仲のよい母子関係であったが、静子の息子への関わり方は過保護なものであった。
夏休みになり、静一の一家が親戚らと共に山登りに行った際、従兄弟のしげるがふざけて片足立ちをしてバランスを崩し、崖から転落しそうになり、危ういところで静子がしげるを抱きとめる。だが次の瞬間、静子はしげるを崖から突き落としてしまう。
しげるは記憶障害の残る重度障害者になってしまい、理解不能な二面性を見せた母の殺人未遂を警察からかばった静一は、激しい後悔と混乱に囚われるようになる。それ以降、静一は精神的ショックから吃音がひどくなり、静子は情緒不安定となってこれまで以上に静一に依存するようになっていく。
そんな中、片思いをしていたクラスメイトの吹石 由衣子が、静一の自宅に遊びに来て、静一にラブレターを手渡す。だが、帰宅してきた静子に読まれ、ラブレターを破くよう懇願されてしまう。由衣子にラブレターの返事を聞かれた静一は、「ママがいるから」と泣きながら答えるのであった。（第3巻・第19話まで）

## 登場人物
長部 静一（おさべ せいいち）
本作の主人公。1981年3月19日生まれ の中学2年生の、穏やかな顔立ちの少年。所属するクラスは2年1組。学校では複数の男子生徒と仲が良い。クラスメイトの吹石が気になっており、気づかれぬように視線を送っている。
親戚との山登りで従兄弟のしげるが静子に崖から突き落とされる場面を目撃して衝撃を受けるが、警察の事情聴取に静子を庇い真実を隠したため罪の意識に苛まれるようになった。クラスメイトの吹石から貰ったラブレターも静子に破り捨てさせられるなど徐々に心身を支配されるようになり、それに伴って会話の吃音が顕著になるなど異変が起こる。やがて吹石に告白し付き合い始めるがそれを静子に知られて反対され家を飛び出して吹石の部屋に身を寄せ、吹石と同衾して彼女にキスをされて自然に精通した。
長部 静子（おさべ せいこ）→ 【成人した静一との再会時点】田宮 静子（たみや せいこ）
静一の母親。同じ年代の女性と比較すると若々しい容姿の女性。
静一を「静ちゃん」と呼び、静一に対するスキンシップがやや過剰で、また静一に対して心配を絶やさない。そのことで周囲からは過保護だと評される。夫の親戚との付き合いを表面的にはこなしながら、その実は快く思っていない。
長部 一郎（おさべ いちろう）
静一の父親。会社勤めの喫煙者。眼鏡をかけている。
吹石 由衣子（ふきいし ゆいこ）
2年1組に在籍するショートカットの少女。左目下に泣きぼくろがある。夏休みの直前に静一に接近し、2人で帰りたいと告げる。やがて静一にラブレターを送って想いを告白するがその手紙は静子によって破られてしまった。それでも静一に気持ちを伝え、恋人同士になるも静子の手を逃れて静一を自宅の部屋に匿った。家族環境は複雑で父親とは仲が良くない。
三石 しげる（みついし しげる）
静一の従兄弟で、同年代の少年。静一と比較すると活発で、思ったことははっきりと口にしている。毎週のように母親とともに長部家に来訪し、その度静一とテレビゲームで対戦する。
しげるの母親
静一の父親・一郎の姉。毎週のようにしげるとともに長部家を来訪している。息子のしげる同様社交的な性格だが、静一に対する静子の対応を過保護すぎると陰口を言っていた。
しげるの父親
名前は完治（かんじ）。小太りの喫煙者。過去に温泉の家族風呂で一郎と一緒に入浴したことがある。
崖の下に落下したしげるの元へレスキュー隊を連れて来る。

## 書誌情報
- 押見修造 『血の轍』 小学館〈ビッグコミックス〉、全17巻
  1. 2017年9月8日発売[15]、ISBN 978-4-09-189623-0
  2. 2017年12月27日発売[16]、ISBN 978-4-09-189706-0
  3. 2018年4月27日発売[17]、ISBN 978-4-09-189863-0
  4. 2018年9月28日発売[18]、ISBN 978-4-09-860081-6
  5. 2019年2月28日発売[19]、ISBN 978-4-09-860229-2
  6. 2019年8月30日発売[20]、ISBN 978-4-09-860386-2
  7. 2019年12月26日発売[21]、ISBN 978-4-09-860535-4
  8. 2020年4月27日発売[22]、ISBN 978-4-09-860601-6
  9. 2020年8月28日発売[23]、ISBN 978-4-09-860701-3
  10. 2021年1月29日発売[24]、ISBN 978-4-09-860791-4
  11. 2021年6月30日発売[25]、ISBN 978-4-09-861053-2
  12. 2021年11月30日発売[26]、ISBN 978-4-09-861148-5
  13. 2022年4月28日発売[27]、ISBN 978-4-09-861302-1
  14. 2022年9月30日発売[28]、ISBN 978-4-09-861418-9
  15. 2023年1月30日発売[29]、ISBN 978-4-09-861570-4
  16. 2023年5月30日発売[30]、ISBN 978-4-09-861713-5
  17. 2023年9月28日発売[4]、ISBN 978-4-09-862525-3

## その他
- 押見は本作では筆記用具を次々と変えていく趣向を試みた。例えば1巻では付けペン、2巻では筆、その後はミリペンを用いている。